# Undercover (musikgrupp)
Undercover var en kortlivad dancegrupp från England. Den hade två Top 10 hits 1992. Sångaren i gruppen var John Matthews.

## Historik
Den första singeln de släppte var en cover på Gerry Raffertys hit från 1978, "Baker Street". Den placerade sig tvåa på den engelska singellistan och som bäst sjua på Trackslistan i P3 oktober 1992.
Deras andra singel var en cover på Andrew Golds "Never Let Her Slip Away". Den tog sig till femte plats och stannande på englandslistan totalt elva veckor. Efter succén med de två singlarna, släppte de albumet Check Out The Groove som kom på 26:e plats på Englands albumlista. Efterföljande singlar gick det inte så bra för. "I Wanna Stay With You" (en Gallagher & Lyle-cover) och "Lovesick", båda från 1993, kom på 28:e respektive 62:a plats. 1994 släppte gruppen singeln "Best Friend" och albumet Ain't No Stopping Us.
Deras sista singel blev "Viva England" (2004) som, som bäst, placerade sig på 49:e plats. Efter 2004 upplöstes gruppen.

## Medlemmar
- John Matthews – sång
- Jon Jules – basgitarr
- Steve Mac – keyboard
- Tim Laws – trummor

## Diskografi
Studioalbum
- 1992 – Check Out the Groove
- 1994 – Ain't No Stopping Us

Singlar
- 1992 – "Baker Street" (UK #2, Trackslistan #7)[1]
- 1992 – "Never Let Her Slip Away" (UK #5)
- 1993 – "I Wanna Stay with You" (UK #28)
- 1993 – "The Way It Is" (UK #45)
- 1993 – "Lovesick" (UK #62)
- 1994 – "Best Friend" (UK #79)
- 1995 – "Every Breath You Take" (utgiven endast i Tyskland)
- 1996 – "Bring Back Your Love" (utgiven endast i Tyskland)
- 2000 – "If You Leave Me Now"
- 2004 – "Viva England" (UK #49)